# 費拉德爾菲亞 (密蘇里州)
費拉德爾菲亞（英語：Philadelphia）是位於美國密蘇里州馬里昂縣的普查規定居民點。

## 歷史
費拉德爾菲亞的郵局自1847年營運至今。

## 人口
根據2020年美國人口普查的數據，費拉德爾菲亞的面積為1.96平方千米，皆為陸地。當地共有人口206人，而人口密度為每平方千米105.1人。